# 나카노 브로드웨이

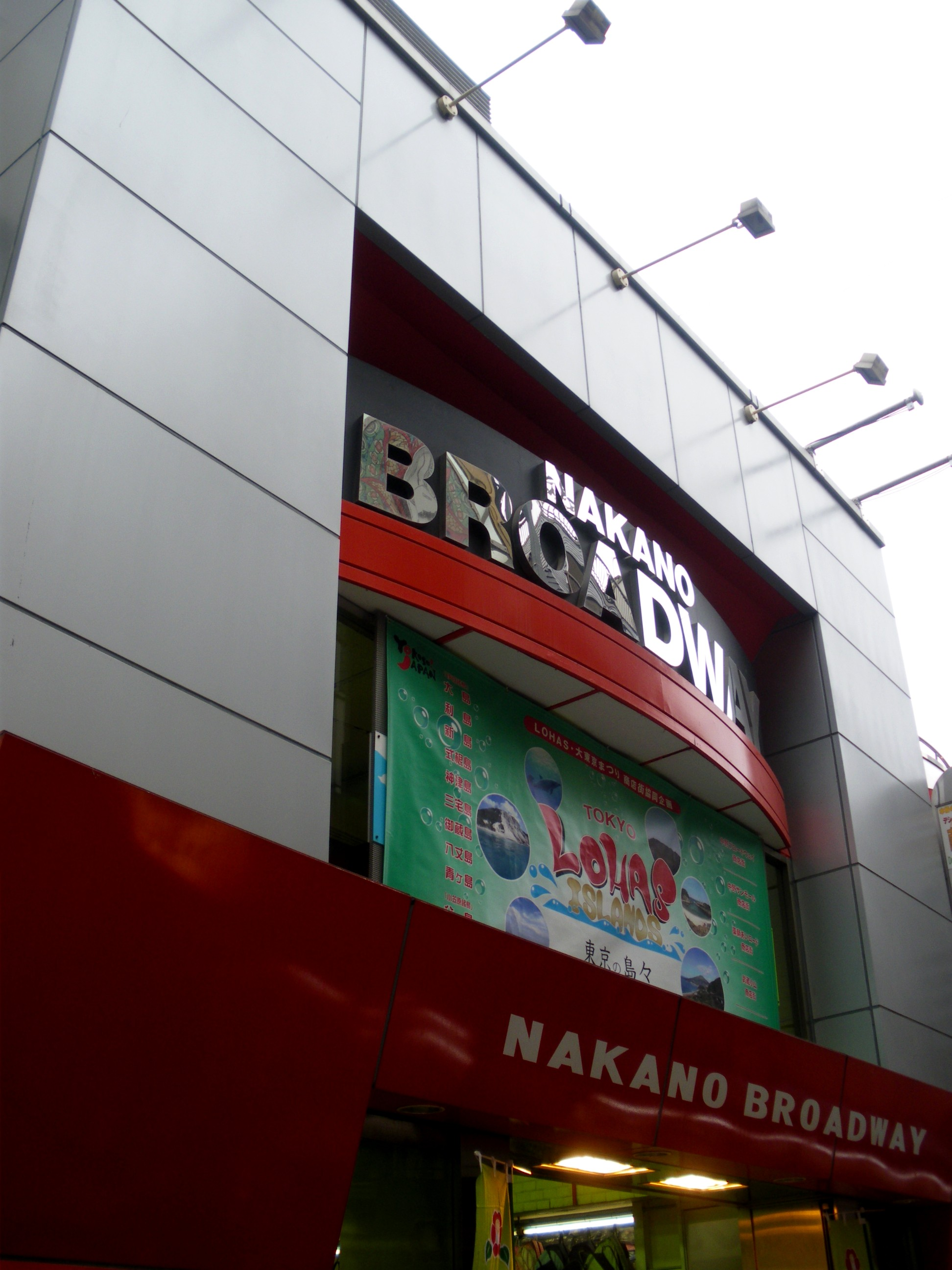
나카노 브로드웨이 입구

나카노 브로드웨이(中野ブロードウェイ)는 일본 도쿄도 나카노구 나카노에 있는 복합 상업시설이다. 지하 3층, 지상 10층으로 되어있다. 1960~70년에는 아오시마 유키오, 사와다 겐지 등 유명인사들이 거주하던 멘션이였으며, 현재는 오타쿠를 주요 고객으로 하는 가게들이 들어서있다.

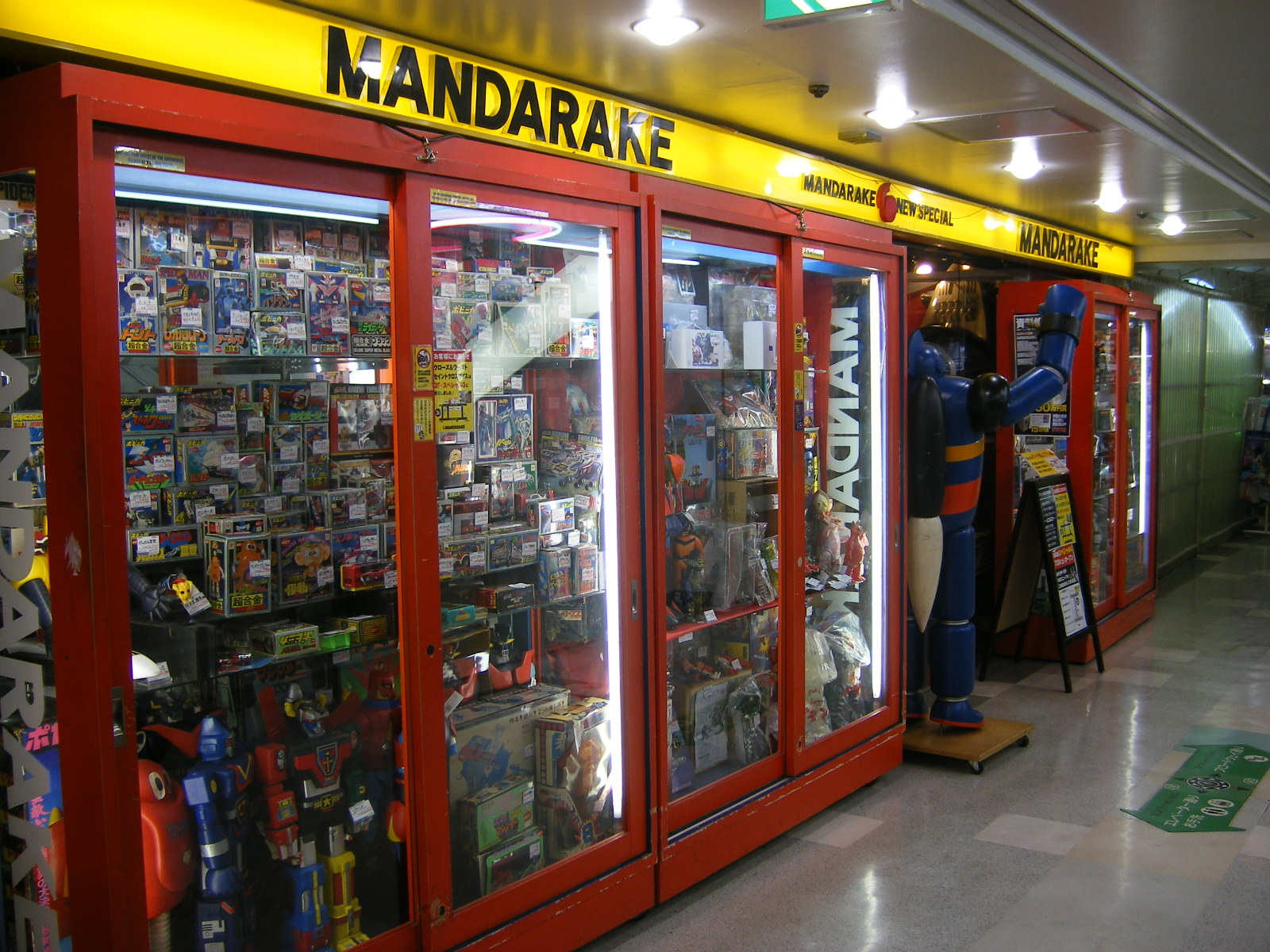
만다라케
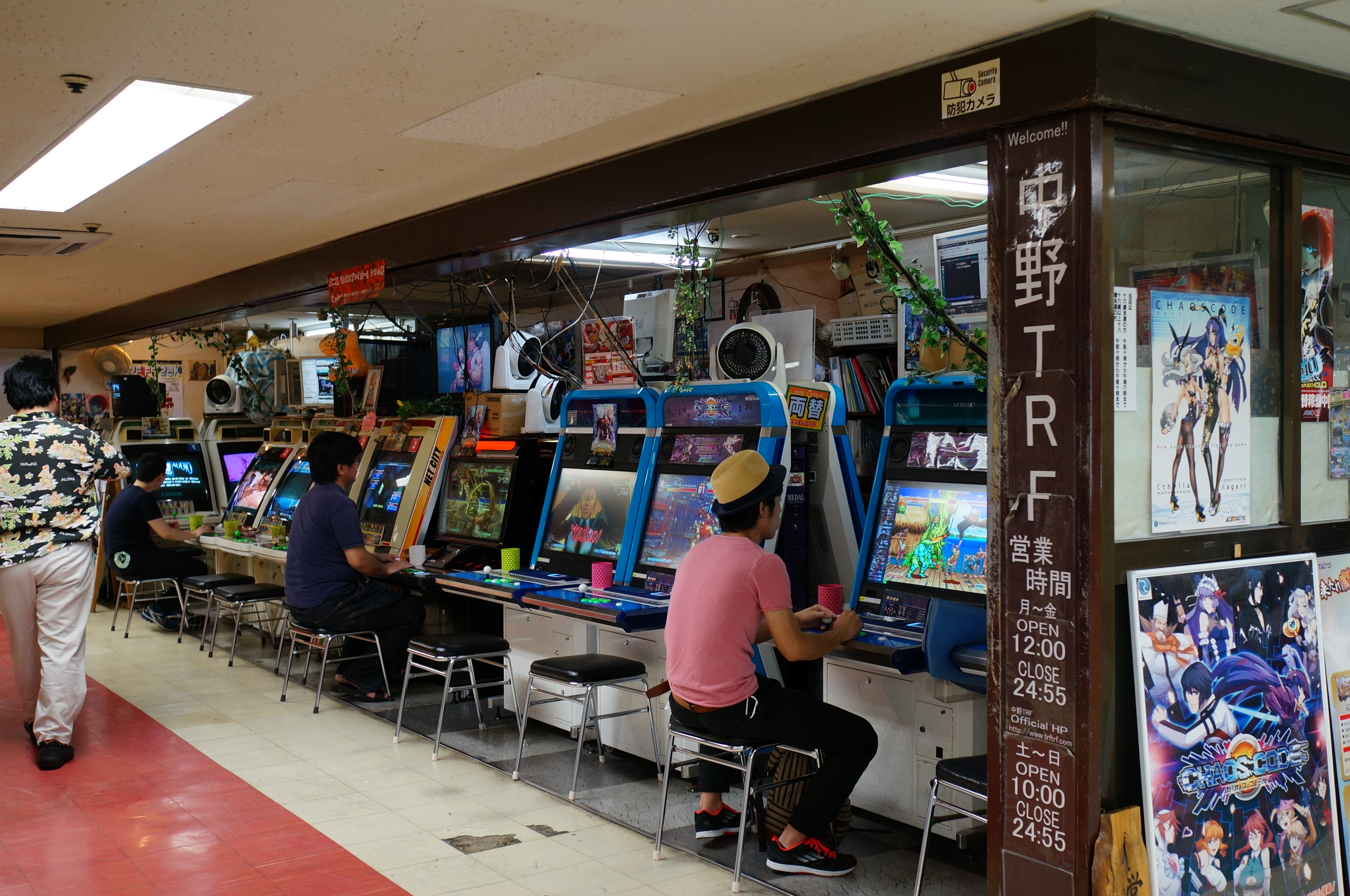
전자 오락실